# Toxorhina westralis
Toxorhina westralis är en tvåvingeart som beskrevs av Günther Theischinger 1994. Toxorhina westralis ingår i släktet Toxorhina och familjen småharkrankar. Inga underarter finns listade i Catalogue of Life.